# 尊賢里
尊賢里為台灣台北市北投區轄下之一里。里內住商混合，無特殊天然資源。轄內多為四層公寓住宅區，職業則以商業及上班族佔27%，製造業與服務業居次。外圍是商業區，里內巷弄為便利商家與攤販市場及餐飲業聚集地點，凡遇假日休閒活動，與吉利里共用石牌公園，園內設有涼亭、座椅供人休憩，並闢有籃球及網球場，供愛好運動者使用，另有兒童遊樂區；滿園樹木成蔭，令人怡神養性。公園旁設有老人長青會，並裝設有電視機、棋類等娛樂設施。本里交通便捷，鄰近唭哩岸捷運站，醫院診所林立，近石牌國中、石牌國小。為待開發之社區 。

## 基本資料
- 人口數：5,127 人(男性：2,432 人 ；女性：2,695 人 )
- 土地面積：0.0766 (平方公里)
- 戶　數：1,753戶
- 鄰　數：20 鄰

## 里界
- 東至：石牌路一段39巷與吉利里為界
- 西至：尊賢街與立賢里為界
- 南至：實踐街與吉慶里為界
- 北至：吉利街與立農里為界

## 歷史沿革
本里原屬於立農里，於民國63年12月里行政區域調整時劃分並命名為尊賢里。70年4月調整再將尊賢街單號劃分另立立賢里，將實踐街雙號以南分成吉慶里，餘保留為本里。